# گری جی. باس
گری جی. باس (انگلیسی: Gary J. Bass؛ زادهٔ ۲۲ ژوئیهٔ ۱۹۶۹) استاد، فرهنگستان، روزنامه‌نگار است. یک دانشگاهی و نویسنده آمریکایی، متخصص در امنیت بین‌الملل، حقوق بین‌الملل، و حقوق بشر است. او استاد ویلیام پی باسول در رشته سیاست جهانی صلح و جنگ در دانشگاه پرینستون است، جایی که از سال ۱۹۹۹ در آنجا تدریس کرده است.